# St. Louis City SC
St. Louis City Soccer Club is een Amerikaanse voetbalclub uit Saint Louis, Missouri. De club komt uit in de Western Conference van de Major League Soccer sinds het seizoen 2023. Het speelt haar thuiswedstrijden in het Energizer Park dat plaats biedt aan ruim 22.000 toeschouwers.

## Geschiedenis

### Opbouw
Nadat eerdere onderhandelingen stuk waren gelopen maakte de Major League Soccer op 20 augustus 2019 officieel bekend dat St. Louis de 28e club van de competitie zou worden. St. Louis zou naar verwachting in 2022 instromen. Het team, onder aanvoering van Carolyn Kindle Betz, werd de eerste club in de competitie waarbij vrouwen de meerderheid van de aandelen in handen hebben.
Op 19 oktober 2019 gaf de aandeelhoudersgroep nieuwe plannen vrij voor het geplande voetbalstadion, toen nog CityPark geheten. Het plangebied werd verder uitgebreid tot een oppervlakte van dertien hectare en zou naar verwachting de oorspronkelijke kostenraming van 200 miljoen dollar overschrijden. De groep stemde ermee in om het land samen met het stadion te kopen en geen belastinginkomsten of overheidsfinanciering te verlangen.
De voormalig sportief directeur van Fortuna Düsseldorf, Lutz Pfannenstiel, werd in augustus 2020 aangesteld als de eerste sportief directeur van de club en zou de eerste selectie samenstellen. De Zuid-Afrikaanse Bradley Carnell werd door Pfannenstiel binnengehaald als eerste hoofdtrainer van St. Louis City.

### Debuutseizoen
St. Louis City debuteerde op 25 februari 2023 in de MLS. Ze wonnen de eerste wedstrijd met 3-2 van Austin in het Q2 Stadium. Een week later speelde St. Louis haar eerste thuiswedstrijd. In een uitverkocht stadion werd Charlotte met 3-1 verslagen. Het lukte het team om als eerste uitbreidingsteam ooit de eerste vier wedstrijden in een debuutseizoen te winnen. Pas op 1 april van datzelfde jaar werd er voor het eerst verloren. Minnesota United won met 0-1 op bezoek in CityPark. In september 2023 verbrak de club het record voor meeste aantal overwinningen in een debuutseizoen, namelijk zeventien, na een overwinning 4-1 op Sporting Kansas City. St. Louis eindigde bovenaan de ranglijst van het reguliere seizoen in de Western Conference, maar in de MLS Cup-playoffs werd het direct uitgeschakeld door Sporting Kansas City. Door de positie op de ranglijst bemachtigde het wel een startbewijs voor de CONCACAF Champions Cup 2024.

## Clubcultuur

### Clublogo
Op het logo van St. Louis City staat de iconische Gateway Arch en twee lijnen, deze symboliseren de samenvloeiing van de twee rivieren in de regio, de Mississippi en de Missouri.

### Clubkleuren
De kleuren van het team zijn stadsrood, rivierblauw, energiegeel en boogstaalgrijs.

### Tenue

#### Sponsoren
| Periode   | Kledingsponsor | Shirtsponsor | Shirtsponsor mouw |
| --------- | -------------- | ------------ | ----------------- |
| 2023–0000 | Adidas         | Purina       | BJC HealthCare    |

### Supporters
De meest prominente groep voetbalsupporters in de omgeving van St. Louis zijn de St. Louligans. Hun naam verwijst naar hooligans, het storende en wanordelijke gedrag van voetbalfans, hoewel dit fenomeen over het algemeen niet voorkomt bij voetbalfans in Noord-Amerika. De St. Louligans werden opgericht in 2010 toen verschillende lokale fangroepen hun krachten bundelden tijdens de thuiswedstrijden van AC St. Louis. Naast deze club, hebben ze hun steun ook verleend aan een aantal andere voetbalteams uit de omgeving van St. Louis, waaronder Saint Louis Athletica en de St. Louis Lions.
Het Energizer Park bevat een supportersgedeelte waar ruimte is voor meer dan 3.000 staande toeschouwers, drie capo-tribunes, een 78 meter lang geïntegreerd tifo ophangsysteem, een drumverhoger voor drumcorps tijdens wedstrijden en een speciale supportersbar.

### Rivalen
Vanwege de nabijheid van hun thuissteden en de historische regionale rivaliteit bij andere sporten zijn Sporting Kansas City en St. Louis City SC een vroege rivaliteit aan het ontwikkelen.

## Stadion

### Energizer Park
Het team speelt in het Energizer Park (voorheen CityPark genaamd) in het centrum van St. Louis. Het ontwerp moest bijdragen aan de volledige integratie van het stadion in de omgeving. De aandeelhoudersgroep kocht een stuk grond van 13 hectare wat een herontwikkelingsgebied werd dat – naast het stadion – kantoren, trainingsfaciliteiten en commerciële districten zal omvatten.  Naast voetbalwedstrijden dient het stadion als locatie voor conceerten, middelbare schoolsporten en andere maatschappelijke of commerciële evenementen.

## Eigenaar
De St. Louis City SC aandeelhoudersgroep bestaat uit Carolyn Kindle Betz, president van de Enterprise Holdings Foundation, en vrouwelijke leden van de familie Taylor. Dit is het eerste geheel vrouwelijke managementteam in MLS. De groep omvat ook CEO van World Wide Technology, Jim Kavanaugh en leden van de Kavanaugh-familie.

## Bekende (oud-)Louis

### Spelers
- Timo Baumgartl
- Roman Bürki
- Chris Durkin
- Marcel Hartel
- Jannes Horn
- João Klauss
- Eduard Löwen
- Joakim Nilsson
- Cedric Teuchert
- Nökkvi Thórisson

### Trainers
- Olof Mellberg